# Port Island

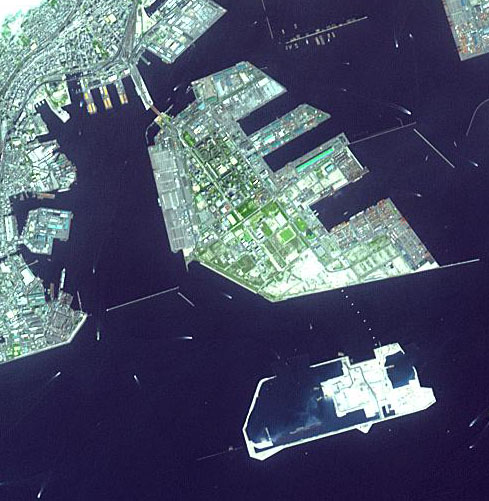
Port Island und der neue Flughafen Kōbe im Bau (2003)

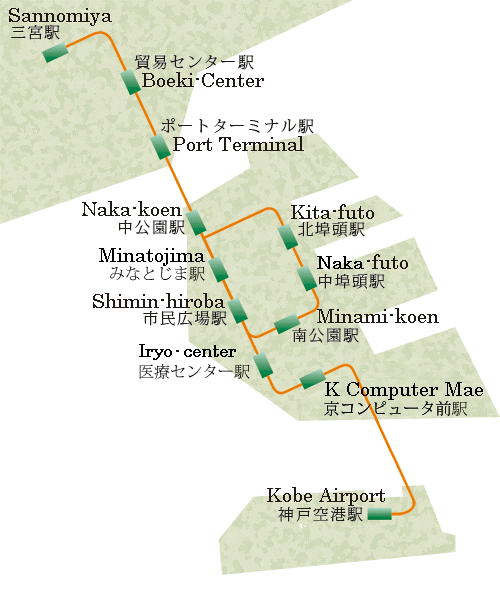
Bahnhöfe des Port Liners

Port Island (jap. ポートアイランド, Pōto Airando, auch Portopia (ポートピア, Pōtopia)) ist eine künstliche Insel in Kōbe, Japan. Der ältere nördliche Teil wurde zwischen 1966 und 1980 gebaut und mit der Ausstellung Portopia ’81 offiziell eröffnet. Der Südteil war von 1986 bis 2005 im Bau und ist für Industrieanlagen und Business Parks gedacht.
- Einwohner: 15.120 (Stand: 1. Oktober 2005)
- Fläche: 443 Hektar (Nordteil) + 390 Hektar (Südteil)

In der Mitte der Insel befindet sich eine Wohnsiedlung, die aus mehreren großen Wohnblocks inklusive kompletter Infrastruktur zur Versorgung der hier ansässigen Bevölkerung besteht und auch mehrere Hotels, Museen und Ausstellungs-, Sport- und Messehallen bietet. Der äußere Teil wird dominiert durch Hafenanlagen, vor allem Lagern, Containerverladestationen und Schiffsanlegestellen. Mehrere Parks lassen die Insel grün erscheinen.
Der neuere, südliche Teil der Insel ist noch weitgehend unbebaut. Neben weiteren Hafenanlagen und einem modernen Industriegebiet sollen hier ein großer medizinischer Technologie- und Fertigungspark, das Kobe International Multimedia Entertainment City und das Kobe International Business Center entstehen.
Ein Portopia Land genannter Vergnügungspark wurde im März 2006 nach 25-jährigem Bestehen geschlossen und abgebaut. An dessen Stelle befindet sich seit 2008 ein schwedischer IKEA-Markt.

## Verkehr
Die Insel ist mit dem Festland durch eine Brücke und einen Tunnel verbunden.
Über diese Brücke kann man die Insel auch mit dem Port Liner erreichen, einem vollautomatischen, führerlosen Peoplemover-System, das von Sannomiya über Port Island bis zur neuen Flughafen-Insel südlich von Port Island führt.

## Einrichtungen
- Bando Kōbe Science Museum  (englisch)
- UCC Coffee Museum
- Kōbe Animal Kingdom (Alt Flowers and Birds Park (Kachōen))
- Minato-Ijinkan
- Port Island Sports Center (Schwimmbad/Eishalle)
- Kobe Convention Complex  (englisch)
- Neuer Campus der Kobe Gakuin Universität (seit April 2007)

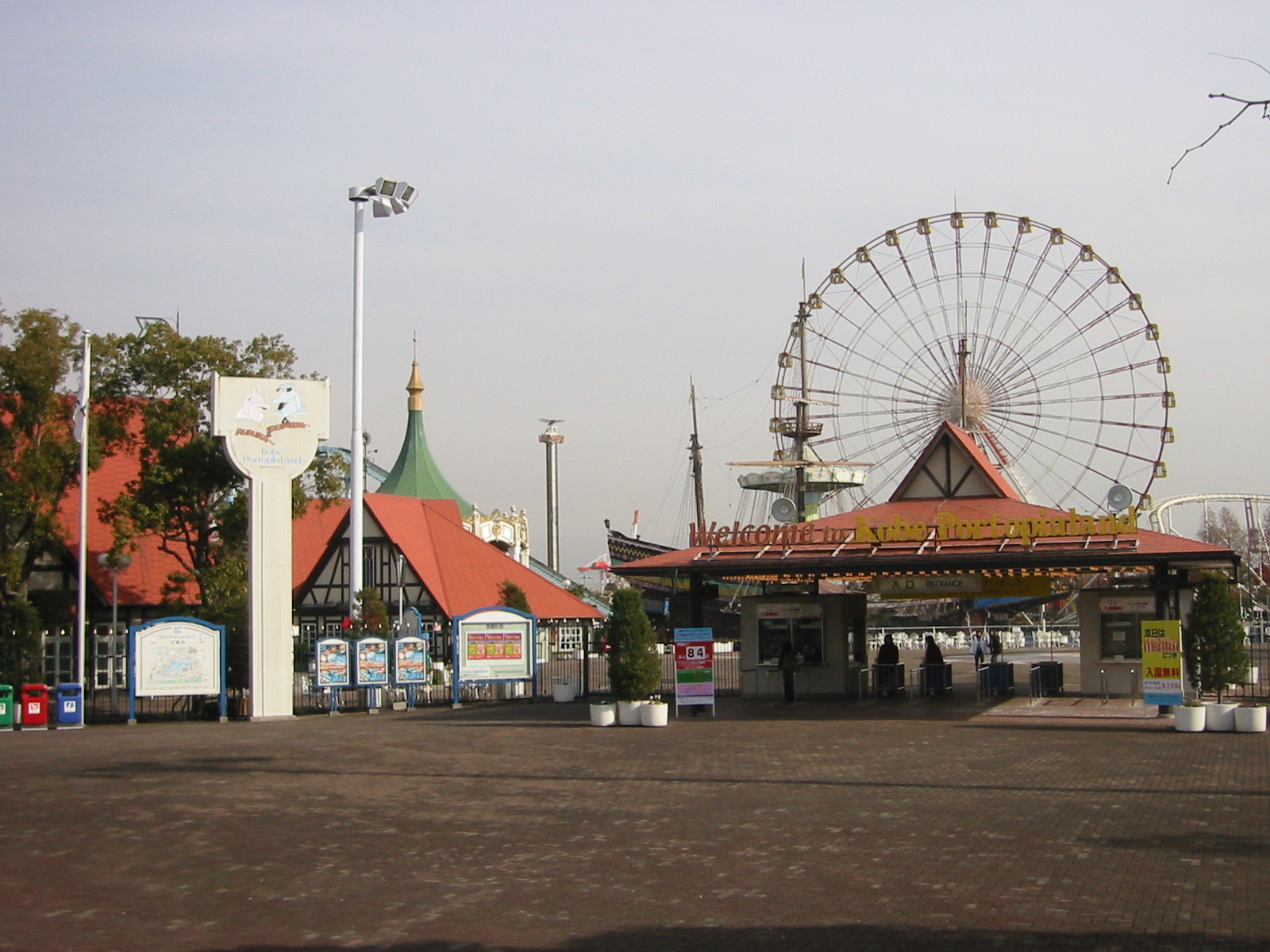
Ehemaliges Portopia Land
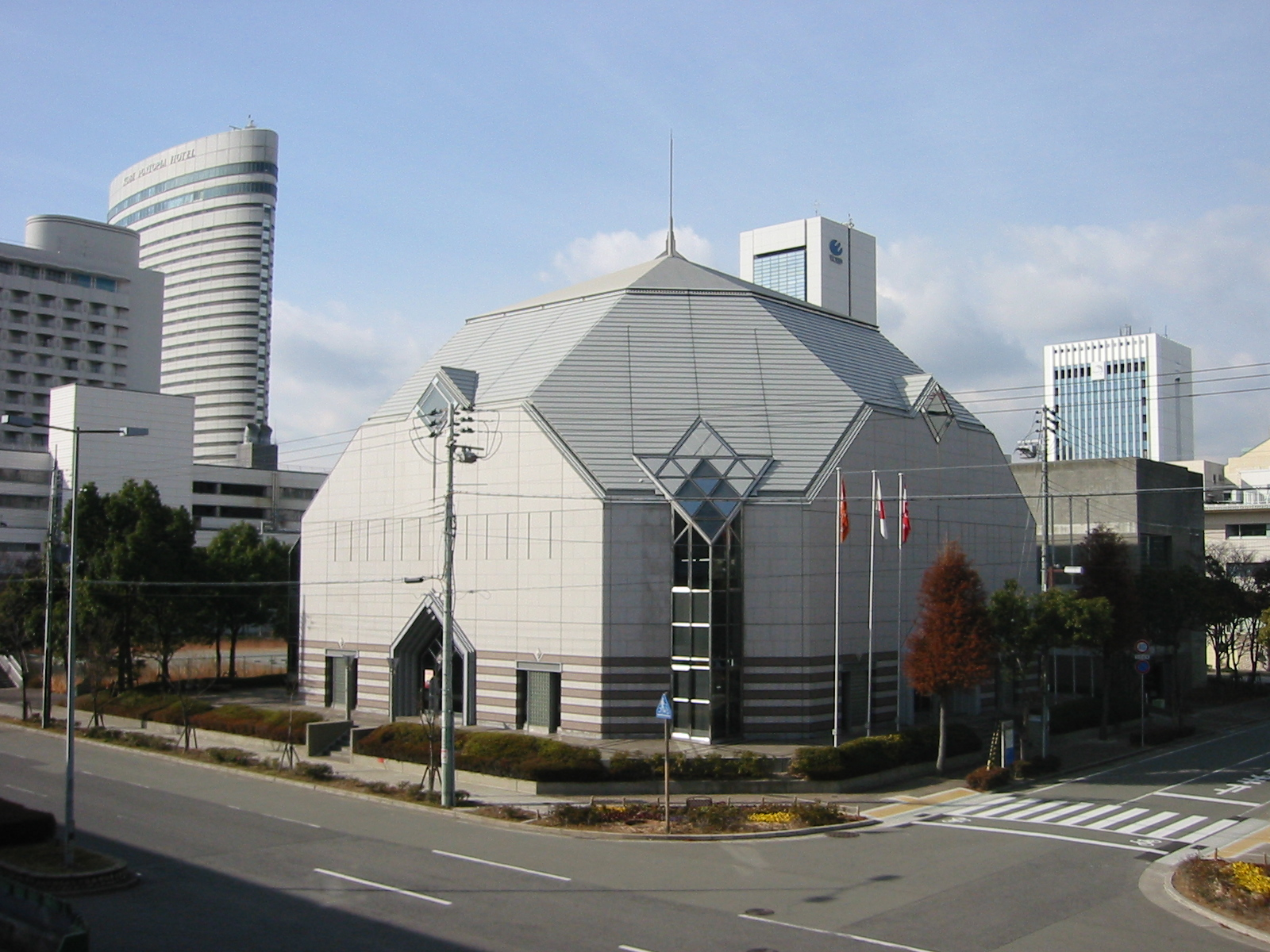
UCC Coffee Museum
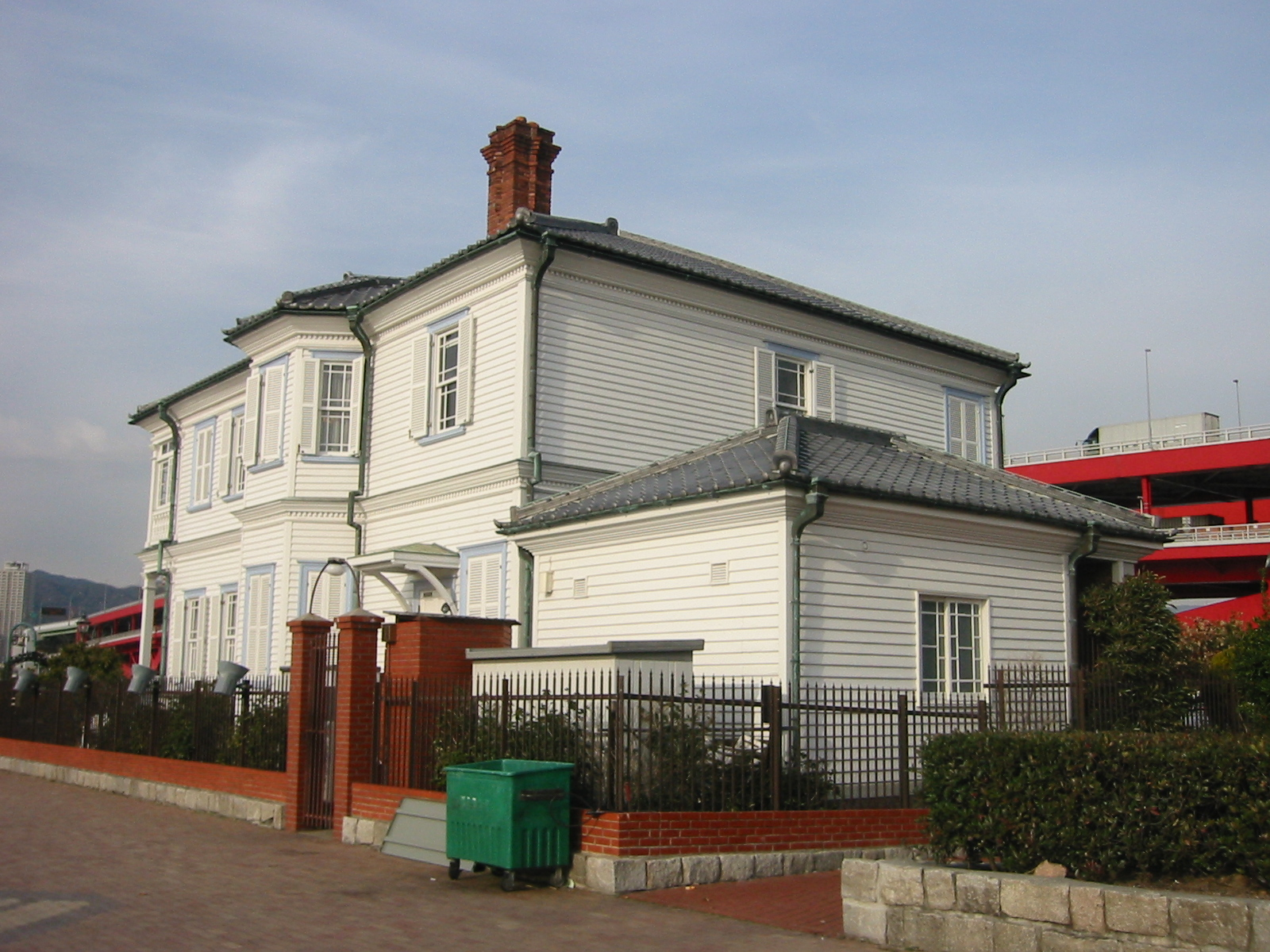
Minato Ijinkan